# La Cropte
La Cropte är en kommun i departementet Mayenne i regionen Pays de la Loire i nordvästra Frankrike. Kommunen ligger i kantonen Meslay-du-Maine som tillhör arrondissementet Laval. År 2022 hade La Cropte 226 invånare.

## Befolkningsutveckling
Antalet invånare i kommunen La Cropte
| Referens: INSEE |